# Camp Nou
El Camp Nou, denominado actualmente Spotify Camp Nou por motivos de patrocinio, es un recinto deportivo, propiedad del Fútbol Club Barcelona, ubicado en el distrito de Les Corts de la ciudad de Barcelona, España. Se inauguró el 24 de septiembre de 1957. Con un aforo de 99 354, es el estadio con mayor capacidad de Europa y el tercero del mundo. La reforma que se está llevando a cabo aumentará previsiblemente el aforo hasta los 105 000.
Actualmente está cerrado debido a una remodelación del estadio.
La capacidad del estadio ha variado desde su aforo inicial de alrededor de 90 000 localidades a su máximo aforo de 120 000 espectadores con la construcción de la tercera gradería con motivo del Mundial de España 1982. Su aforo actual desde 1998 está por debajo de los cien mil espectadores tras implantar las localidades de asiento en todo el estadio y ser catalogado por la UEFA con la máxima distinción, «estadio de élite».

## Historia del Camp Nou
La necesidad de construir un nuevo estadio surgió a principios de los años 1950 con la eclosión de la difusión del fútbol en España y la llegada al club en 1951 de Ladislao Kubala. Pese a que el antiguo Camp de Les Corts contaba con 60 000 localidades, se quiso construir otro con una capacidad de alrededor de 90 000 espectadores que diera cabida a los miles de aficionados que querían asistir a los partidos del conjunto culé y convertir el nuevo estadio en uno de los más grandes y majestuosos del mundo.

### Construcción
El Camp Nou fue impulsado y construido durante el mandato del presidente Francisco Miró-Sans. El proyecto se encargó al arquitecto Francesc Mitjans, primo hermano de Miró-Sans y vecino suyo, ya que habitaban en el mismo inmueble de la calle Amigó en Barcelona, también construido por Mitjans. La primera piedra se colocó el 28 de marzo de 1954 y tenía un presupuesto inicial de 67 000 000 de pesetas. Sin embargo, problemas en la construcción, principalmente derivados de anomalías imprevistas del subsuelo, dilataron la realización y sobre todo la encarecieron hasta los 288 000 000 que finalmente costó, a lo que también contribuyó la adquisición de terrenos a su alrededor. El club confiaba en sufragar el gasto con la venta del terreno del campo de Les Corts, pero el Ayuntamiento de Barcelona tardó diez años en recalificarlo, lo que dio lugar a un período de cierta carestía económica. Finalmente el jefe del Estado y de gobierno español en aquel momento, Francisco Franco, autorizó la recalificación de los terrenos de Les Corts y puso fin a la crisis de la entidad barcelonista.

### Inauguración
El estadio se inauguró el 24 de septiembre de 1957 (Día de la Merced, patrona de Barcelona) en presencia de autoridades como el arzobispo de Barcelona (Gregorio Modrego), el ministro-secretario general del Movimiento (José Solís), el gobernador civil provincial (Felipe Acedo Colunga) y el alcalde (José María de Porcioles). La inauguración del estadio se celebró con una serie de tres partidos amistosos. El primero fue entre el Barcelona y un combinado de jugadores de Varsovia y concluyó con victoria del conjunto local por 4-2. El primer gol del partido y, por tanto, el primer gol en la historia del Camp Nou, lo marcó el barcelonista Eulogio Martínez.
La ceremonia de inauguración del Camp Nou contó con la participación del Flamengo, que había vendido a Evaristo de Macedo al Barcelona. Se invitó al club brasileño y al Burnley de Inglaterra para disputar el segundo amistoso en el estadio. El club brasileño derrotó al equipo inglés por 4-0 en el marcador.
En el tercer amistoso celebrado en la inauguración, y el último de los tres partidos, el Barcelona se enfrentó al Borussia Dortmund, considerado uno de los mejores equipos de la época. El Borussia Dortmund contaba con varios miembros del equipo alemán ganador de la Copa Mundial de Fútbol de 1954. El partido terminó con una victoria sorprendentemente cómoda para los catalanes, con un marcador de 4 a 1, con goles de Ramón Villaverde (2), Hermes González y Coll (de penalti).
El primer partido oficial que acogió el estadio tuvo lugar el 6 de octubre de 1957 y enfrentó al Barcelona y al Real Jaén, en partido correspondiente a la cuarta jornada del Campeonato Nacional de Liga 1957/58. El resultado fue de 6–1 a favor de los locales, con goles de Villaverde (que en el minuto 3 marcó el primer gol en la historia del Camp Nou en partido oficial), Tejada, Ladislao Kubala y tres de Eulogio Martínez.

### Nombre del estadio
En un principio estaba previsto que el nuevo estadio llevase el nombre del fundador del club, Joan Gamper, pero ante la oposición de las autoridades de la época, la directiva del momento optó por inaugurarlo con un nombre más neutro: Estadio del Club de Fútbol Barcelona. No obstante, el campo fue siempre conocido popularmente como el Camp Nou (campo nuevo) en referencia al viejo campo de Les Corts. El 22 de septiembre de 1965 el presidente Enric Llaudet convocó una consulta entre los socios para decidir el nombre oficial del recinto. Estadio del Club de Fútbol Barcelona fue la más votada, por delante de las propuestas Estadi Barça y Estadi Camp Nou. No obstante, esta última continuó siendo la denominación más común entre la prensa y los aficionados. El 11 de abril de 2001 el presidente Joan Gaspart convocó una nueva consulta entre los socios que, en esta ocasión, decidieron mayoritariamente oficializar el nombre de Camp Nou por delante de las opciones Estadi Joan Gamper y la hasta entonces oficial Estadi del Futbol Club Barcelona (desde el 8 de noviembre de 1973). El 23 de julio de 2001 la asamblea de socios ratificó el nombre de Camp Nou como el oficial del estadio.

### Proyecto Foster

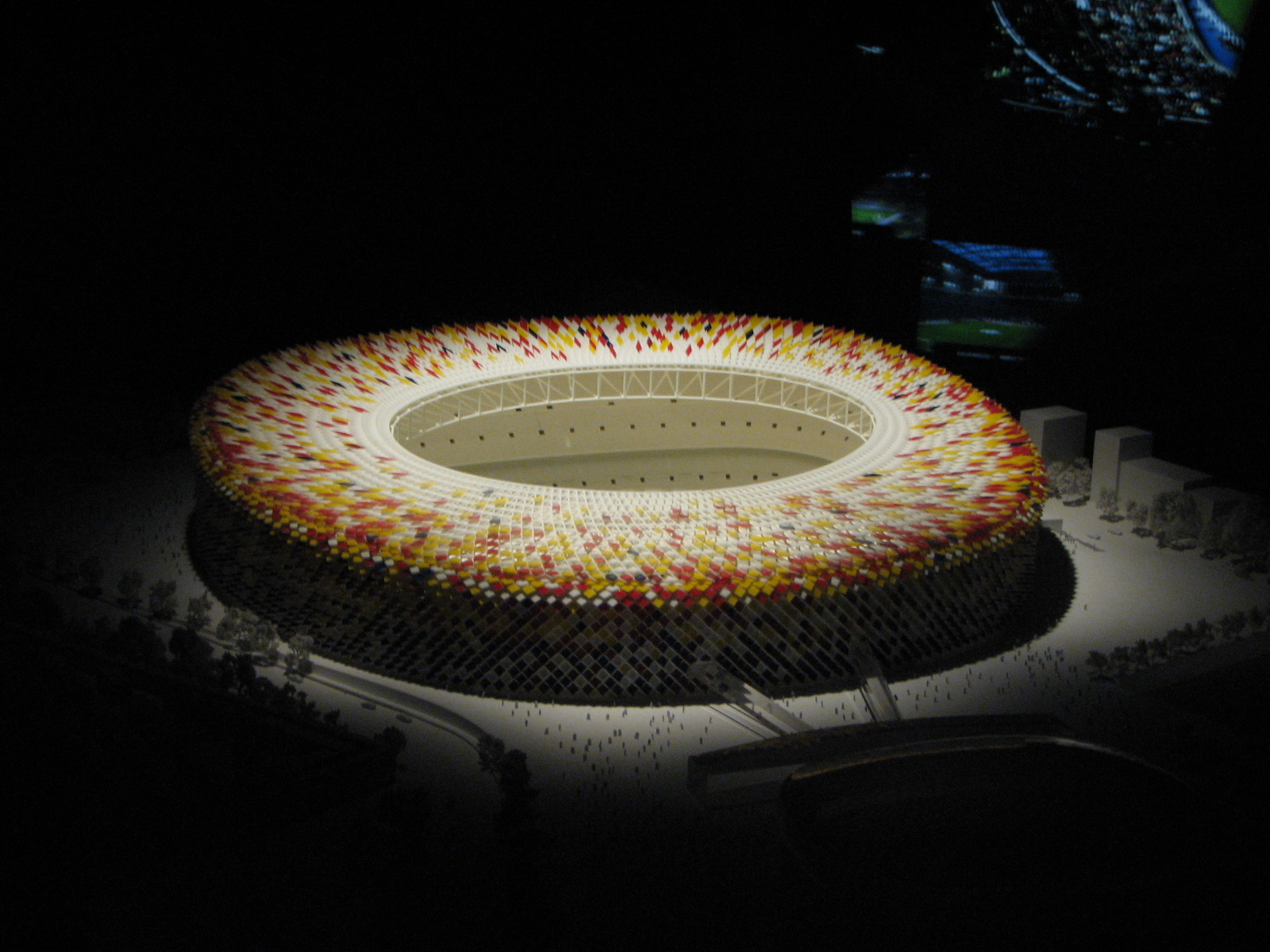
Maqueta del Camp Nou propuesta por el Proyecto Foster

Coincidiendo con el 50 aniversario de la inauguración del estadio en 2007, el club, entonces presidido por Joan Laporta, anunció la puesta en marcha de un proyecto de remodelación del recinto azulgrana, con el requisito de respetar su estructura original. Se convocó un concurso internacional, donde más de 80 gabinetes de arquitectos de todo el mundo presentaron sus proyectos.
El 18 de septiembre de 2007, el jurado integrado por representantes del club, el Ayuntamiento de Barcelona y el Colegio de Arquitectos de Cataluña, eligió ganador el proyecto de Foster and Partners, con una propuesta inspirada en el trencadís de Antoni Gaudí, que preveía revestir el exterior del estadio a base de paneles con colores del club (azulgrana) y de la señera catalana (rojo y amarillo). El proyecto contemplaba, además, un estadio «más moderno y confortable» y la ampliación del aforo en 10 000 localidades. La maqueta con el proyecto ganador fue presentada ante el público por primera vez durante los prolegómenos del partido Barça-Sevilla del 22 de septiembre, y posteriormente expuesta en la segunda planta del museo del club. El presupuesto inicial fue de 250 millones de euros.
El proyecto quedó en suspenso durante tres años, a la espera que el Ayuntamiento de Barcelona aprobase la recalificación de los terrenos adjuntos al Camp Nou. A pesar de obtener finalmente luz verde, con la llegada a la presidencia de Sandro Rosell, en 2010, el proyecto de Norman Foster quedó desestimado. La posterior junta presidida por Josep Maria Bartomeu, apostó por reformas y mejoras puntuales del estadio, así como una remodelación integral de su entorno, para crear el llamado «Espai Barça».

### Espai Barça

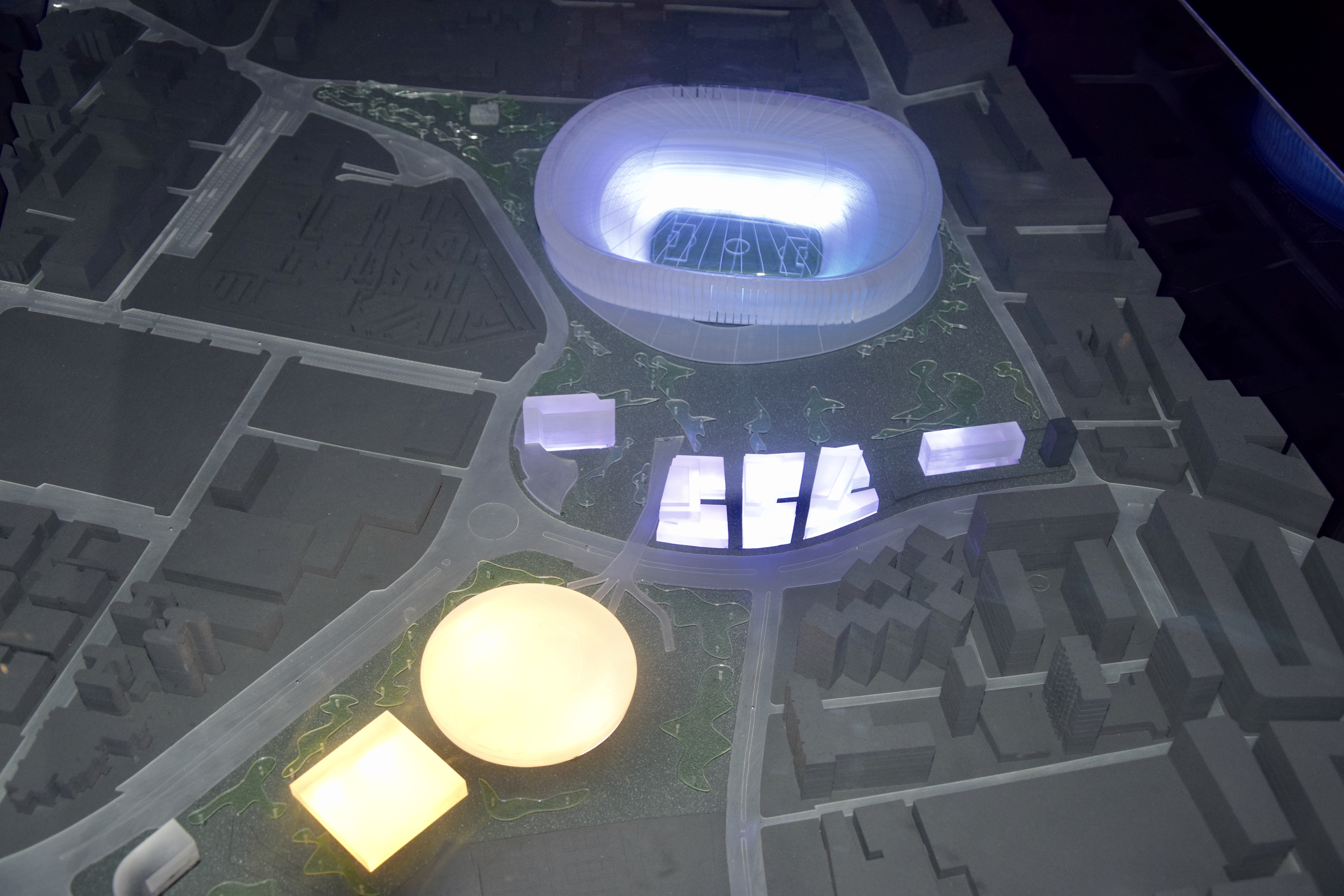
Maqueta del proyecto Espai Barça expuesta en el museo azulgrana

El Espai Barça es un proyecto, presentado en 2014 por el entonces presidente Josep Maria Bartomeu, que supone una completa reforma y unificación del entorno ocupado por la manzana del Camp Nou, el Palau Blaugrana y los terrenos colindantes del Miniestadi del barrio de Les Corts.
Para la aprobación de este proyecto, se llevó a cabo un referéndum entre los socios el 5 de abril de 2014, que contó con la participación de un 31,65 % de la masa social (37 535 socios), una cifra histórica considerando que no se había realizado uno en más de 50 años. La victoria del 'sí' fue clara, con un 72,3 % de aprobación de los votantes, dando luz verde para comenzar el proceso de obtención de las licencias requeridas, junto con la selección de los proyectos para la remodelación del estadio y la construcción de un nuevo pabellón polideportivo.
El 8 de marzo de 2016, el club anunció que el proyecto presentado por la agencia japonesa de arquitectura Nikken Sekkei, era el ganador del concurso con un diseño de estadio cubierto que además aumentaba el aforo a 105 000 espectadores. Luego de diversos cambios de fechas y plazos de construcción, la junta directiva estimó que las obras se prolongarían entre los veranos de 2020 y 2024. Sin embargo, dada la crisis económica que vivió el club, y la mala gestión de la junta, llevaron a que Bartomeu renunciara en octubre de 2020, lo cual dejó al Espai Barça detenido sin poder comenzar sus obras.
El 15 de marzo de 2022, se anunció que Spotify había llegado a un acuerdo con el FC Barcelona para adquirir los derechos de denominación del estadio por un valor de 250 millones de euros. Tras la aprobación del acuerdo de patrocinio con Spotify por parte de la Asamblea Extraordinaria de Socios Delegados del FC Barcelona celebrada el 3 de abril de 2022, el 1 de julio de 2022 el estadio pasó a llamarse oficialmente Spotify Camp Nou.

### Reforma
A inicios de 2023 el presidente Joan Laporta planteó hacer una reconstrucción al Camp Nou que aumente su capacidad a 105 000, haga un techo retráctil cubierto por 30 000 m² de paneles solares para alimentar una pantalla de 360 grados que rodeará las gradas. Además de estos detalles del Camp Nou, se construirá fuera un hotel, oficinas, una pista de hielo y el nuevo Palau Blaugrana de baloncesto. El coste garantizado rodea los 900 millones de euros.
La empresa elegida por el FC Barcelona para hacer esta reconstrucción es la empresa de construcciones llamada Limak Holding un holding de empresas turco con intereses en construcción, energía, cemento y turismo fundada en 1976 especialista en proyectos de infraestructura y superestructura.
Se espera que la reconstrucción del Camp Nou se prolongue hasta agosto de 2026, estando totalmente reformado para el inicio de la temporada 26/27. Aun así, el FC Barcelona solo se ausentará en el Camp Nou durante la temporada 23/24 y los primeros meses de la 24/25, con el retorno a un estadio aún en construcción para el mes de noviembre de 2024 (coincidiendo con el 125 aniversario del club). Durante esa etapa, el estadio contará con un aforo provisional de aproximadamente 65.000 espectadores; si bien esa cifra se irá incrementando hasta la temporada 25-26

## Instalaciones

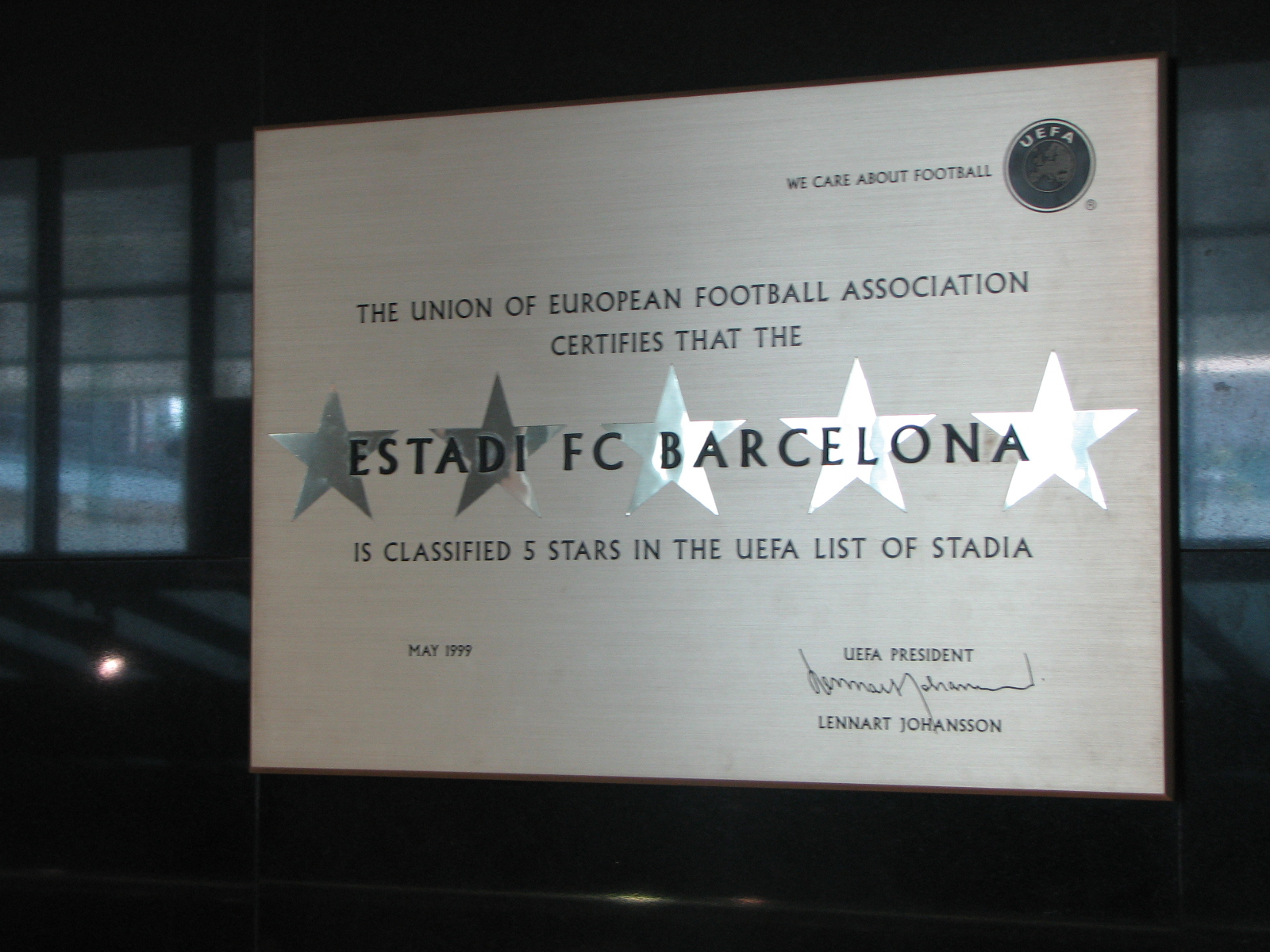
Antigua acreditación de Categoría 5 estrellas de la UEFA al Camp Nou

El Camp Nou ha sido objeto de diversas remodelaciones. La primera tuvo lugar en 1981, en que se amplió el estadio con motivo de la celebración del Mundial de 1982 que se disputó en España. El aforo del estadio se situó entonces en 120 000 espectadores. La segunda remodelación tuvo lugar en 1994, para adecuarlo a las normativas de la UEFA, que obliga a que todas las localidades sean de asiento. Eso obligó a rebajar el nivel del césped para que, con la desaparición de la zonas de a pie, el estadio perdiese el menor número de localidades posible. El aforo se situó en las actuales 99 354 localidades, todas de asiento. Las dimensiones del terreno de juego son de 105x68 metros. El 13 de febrero de 1998, fue catalogado como estadio con categoría de élite por la UEFA, siendo el segundo de España en conseguir dicha categoría.
En las instalaciones del Camp Nou se encuentra la sede oficial del Fútbol Club Barcelona, las oficinas de administración, y el Museu del F. C. Barcelona, el museo del club, que es el más visitado de Cataluña. Además, el Camp Nou es la pieza principal de un complejo que también acoge el Miniestadi, un estadio de fútbol con 20 000 localidades donde disputan sus partidos los equipos de la cantera del club, La Masía, residencia donde viven los deportistas más jóvenes del club, y el Palau Blaugrana, un pabellón multiusos de 8000 espectadores donde entrenan y juegan los equipos de las secciones de baloncesto, balonmano, hockey de patines y fútbol sala del club.

## Partidos internacionales

### Selección española
La selección española ha disputado 18 partidos en Barcelona, cinco de los cuales se han disputado en el coliseo azulgrana. A su vez, albergó la final olímpica de fútbol de 1992, en la que España derrotó a Polonia por 3-2, proclamándose campeona olímpica.
| Amistoso; 13 de marzo de 1960 | España                                            | 3:1 (0:1) | Italia       |                                      |                                      |
|                               | Veges 53' · Di Stéfano 60' · Eulogio Martínez 85' |           | Lojacono 38' | Árbitro(s): Dusch (Alemania Federal) | Árbitro(s): Dusch (Alemania Federal) |

| Amistoso; 9 de enero de 1963 | España | 0:0 | Francia |                                 |  |
|                              |        |     |         | Árbitro(s): Casteleyn (Bélgica) |  |

| Clasificación Mundial 1970; 30 de abril de 1969 | España                     | 2:1 (2:0) | Yugoslavia   |                              |                              |
|                                                 | Bustillo 20' · Amancio 27' |           | Pavlovic 67' | Árbitro(s): Scheurer (Suiza) | Árbitro(s): Scheurer (Suiza) |

| Amistoso; 26 de marzo de 1980 | España | 0:2 (0:1) | Inglaterra                 |                                         |                                         |
|                               |        |           | Woodcock 15' · Francis 65' | Árbitro(s): Ruth (Alemania Democrática) | Árbitro(s): Ruth (Alemania Democrática) |

| Amistoso; 21 de enero de 1987 | España      | 1:1 (0:1) | Países Bajos |                                     |                                     |
|                               | Calderé 71' |           | Gullit 20'   | Árbitro(s): Van Lagenhove (Bélgica) | Árbitro(s): Van Lagenhove (Bélgica) |

| Juegos Olímpicos 1992, final; 8 de agosto de 1992 | España                      | 3:2 (0:1) | Polonia                       |                                                                      |                                                                      |
|                                                   | Abelardo 65' · Kiko 70' 90' |           | Kowalczyk 45+1' · Staniek 75' | Asistencia: 95 000 espectadores Árbitro(s): Torres Cadena (Colombia) | Asistencia: 95 000 espectadores Árbitro(s): Torres Cadena (Colombia) |

### Eurocopa 1964
En 1964, España fue la anfitriona de la fase final de la segunda edición del Campeonato de Europa de Naciones. El campeonato se celebró con el formato de «final a cuatro», con semifinales y final, y se disputó entre los dos mayores estadios del país, el Santiago Bernabéu de Madrid y el Camp Nou de Barcelona, el cual acogió una de las dos semifinales y el partido por el tercer puesto.
| Semifinales; 17 de junio de 1964, 22:30 | Dinamarca | 0:3 (0:2) | Unión Soviética                           |                                                               |                                                               |
|                                         |           | Reporte   | Voronin 19' · Ponedelnik 40' · Ivanov 87' | Asistencia: 38 556 espectadores Árbitro(s): Lo Bello (Italia) | Asistencia: 38 556 espectadores Árbitro(s): Lo Bello (Italia) |

| Tercer lugar; 20 de junio de 1964, 20:00 | Hungría                            | 3:1 (1:0, 2:1) | Dinamarca     |                                                                 |                                                                 |
|                                          | Bene 11' · Novák 107' (pen.), 110' | Reporte        | Bertelsen 82' | Asistencia: 3869 espectadores Árbitro(s): Daniel Mellet (Suiza) | Asistencia: 3869 espectadores Árbitro(s): Daniel Mellet (Suiza) |

### Mundial 1982
En 1982, España fue anfitriona de la Copa del Mundo y el Camp Nou fue con cinco, el recinto que acogió más partidos. El 13 de junio de 1982, fue la sede inaugural del campeonato, acogiendo la ceremonia y el partido que enfrentó a la entonces vigente campeona mundial Argentina, ante Bélgica. En la segunda fase del campeonato, fue uno de los cuatro recintos que albergaron la competición, junto al Bernabéu (grupo B), Sarriá (grupo C) y Calderón (grupo D), disputándose en el coliseo azulgrana, los tres partidos del grupo A. Por último, acogió una de las dos semifinales, el partido entre Italia y Polonia, en el que los italianos obtuvieron el pase a la final.
| Primera fase (Grupo 3). Partido inaugural; 13 de junio de 1982, 20:00 | Argentina | 0:1 (0:0) | Bélgica         |                                                                       |                                                                       |
|                                                                       |           | Reporte   | Vandenbergh 62' | Asistencia: 95 000 espectadores Árbitro(s): Christov (Checoslovaquia) | Asistencia: 95 000 espectadores Árbitro(s): Christov (Checoslovaquia) |

| Segunda fase (Grupo A); 28 de junio de 1982, 21:00 | Polonia             | 3:0 (2:0) | Bélgica |                                                                         |                                                                         |
|                                                    | Boniek 4', 26', 53' | Reporte   |         | Asistencia: 65 000 espectadores Árbitro(s): Siles Calderón (Costa Rica) | Asistencia: 65 000 espectadores Árbitro(s): Siles Calderón (Costa Rica) |

| Segunda fase (Grupo A); 1 de julio de 1982, 21:00 | Bélgica | 0:1 (0:0) | Unión Soviética |                                                               |                                                               |
|                                                   |         | Reporte   | Oganesian 48'   | Asistencia: 45 000 espectadores Árbitro(s): Vautrot (Francia) | Asistencia: 45 000 espectadores Árbitro(s): Vautrot (Francia) |

| Segunda fase (Grupo A); 4 de julio de 1982, 21:00 | Polonia | 0:0     | Unión Soviética |                                                                 |                                                                 |
|                                                   |         | Reporte |                 | Asistencia: 65 000 espectadores Árbitro(s): Valentine (Escocia) | Asistencia: 65 000 espectadores Árbitro(s): Valentine (Escocia) |

| Semifinales; 8 de julio de 1982, 17:15 | Polonia | 0:2 (0:1) | Italia         |                                                                  |                                                                  |
|                                        |         | Reporte   | Rossi 22', 73' | Asistencia: 50 000 espectadores Árbitro(s): Cardellino (Uruguay) | Asistencia: 50 000 espectadores Árbitro(s): Cardellino (Uruguay) |

## Partidos de clubes

### Finales continentales
El Camp Nou ha sido sede de cuatro finales continentales a partido único, correspondientes a Copa de Europa/Liga de Campeones (2) y Recopa de Europa (2). Además, ha albergado otras diez finales continentales a doble partido de otras dos competiciones, Copa de Ferias (5) y Supercopa de Europa (5).
Copa de Europa
La final de la Copa de Europa/Liga de Campeones, se ha disputado en ocho ediciones en España, dos de ellas en el Camp Nou de Barcelona.
| Final 1988/89; 24 de mayo de 1989 | A. C. Milan                         | 4:0 (3:0) | F. C. Steaua București |                                                                   |                                                                   |
|                                   | Gullit 18' 39' · Van Basten 27' 47' |           |                        | Asistencia: 97 000 espectadores Árbitro(s): Karl-Heinz Tritschler | Asistencia: 97 000 espectadores Árbitro(s): Karl-Heinz Tritschler |

| Final 1998-99; 26 de mayo de 1999 | Manchester United F. C.           | 2:1 (0:1) | F. C. Bayern München |                                                               |                                                               |
|                                   | Sheringham 90+1' · Solksjær 90+3' |           | Basler 9'            | Asistencia: 90 245 espectadores Árbitro(s): Pierluigi Collina | Asistencia: 90 245 espectadores Árbitro(s): Pierluigi Collina |

Recopa de Europa
La final de la extinta Recopa de Europa, que disputaban los clubes europeos campeones de las copas nacionales, se disputó en dos ediciones en el Camp Nou de Barcelona.
| Final 1971/72; 24 de mayo de 1972 | Rangers F. C.                | 3:2 (2:0) | F. K. Dynamo Moskva          |                                                                          |                                                                          |
|                                   | Stein 23' · Johnston 40' 49' |           | Estrekov 60' · Makovikov 87' | Asistencia: 24 701 espectadores Árbitro(s): José María Ortiz de Mendíbil | Asistencia: 24 701 espectadores Árbitro(s): José María Ortiz de Mendíbil |

| Final 1981/82; 12 de mayo de 1982 | F. C. Barcelona          | 2:1 (1:1) | Standard de Liège |                                                                |                                                                |
|                                   | Simonsen 44' · Quini 63' |           | Vandersmissen 6'  | Asistencia: 110 000 espectadores Árbitro(s): Walter Eschweiler | Asistencia: 110 000 espectadores Árbitro(s): Walter Eschweiler |

### Finales nacionales
La final del Campeonato de España, se ha disputado en dieciocho ediciones en Barcelona, siendo anfitrión el estadio del club azulgrana en nueve ocasiones: cuatro en el Camp Nou, otras cuatro en Carrer Indústria y una en Les Corts. El Barcelona ha participado en dos de las cuatro finales de Copa que ha albergado el Camp Nou.
| Final Copa del Generalísimo 1962/63; 23 de junio de 1963 | C. F. Barcelona                     | 3:1 (2:0) | Real Zaragoza |                                                           |                                                           |
|                                                          | Pereda 9' · Kocsis 18' · Zaldúa 59' |           | Villa 61'     | Asistencia: 90 000 espectadores Árbitro(s): López Zaballa | Asistencia: 90 000 espectadores Árbitro(s): López Zaballa |

| Final Copa del Generalísimo 1969/70; 28 de junio de 1970 | Real Madrid C. F.                       | 3:1 (2:0) | Valencia C. F. |                                                               |                                                               |
|                                                          | Pirri 34' · Planelles 60' · Fleitas 65' |           | Jara 38'       | Asistencia: 80 200 espectadores Árbitro(s): Ortiz de Mendíbil | Asistencia: 80 200 espectadores Árbitro(s): Ortiz de Mendíbil |

| Final Copa del Rey 2009/10; 19 de mayo de 2010 | Atlético de Madrid | 0:2 (0:1) | Sevilla F. C.          |                                                             |                                                             |
|                                                |                    |           | Capel 5' · Navas 90+1' | Asistencia: 93 000 espectadores Árbitro(s): Mejuto González | Asistencia: 93 000 espectadores Árbitro(s): Mejuto González |

| Final Copa del Rey 2014/15; 30 de mayo de 2015 | Athletic Club | 1:3 (0:2) | F. C. Barcelona            |                                                              |                                                              |
|                                                | Williams 80'  |           | Messi 20' 74' · Neymar 37' | Asistencia: 97 000 espectadores Árbitro(s): Velasco Carballo | Asistencia: 97 000 espectadores Árbitro(s): Velasco Carballo |

## Partidos conmemorativos

### Partidos de aniversario
- 24 de septiembre de 1957. Partido amistoso de inauguración del Camp Nou entre el Barcelona y la Selección de Varsovia, que concluyó con victoria del conjunto local por 4-2. El primer gol del partido y, por tanto, el primer gol en la historia del Camp Nou lo marcó el barcelonista Eulogio Martínez.[27]
- 6 de octubre de 1957. Primer partido oficial en el Camp Nou. Enfrentó al Barcelona y al Jaén, en partido correspondiente a la cuarta jornada del Campeonato Nacional de Liga. El resultado fue de 6–1 a favor de los locales, con goles de Villaverde (primer gol oficial en el estadio), Tejada, Kubala y tres de Eulogio Martínez.
- 27 de noviembre de 1974. Partido conmemorativo del 75 Aniversario del F. C. Barcelona. El conjunto local se enfrentó a la selección alemana del este.
- 28 de noviembre de 1998. Partido de inauguración de los actos conmemorativos del centenario del F. C. Barcelona, con la asistencia de S.A.R. Infanta Cristina. Enfrentó a Barcelona y Atlético de Madrid, en partido correspondiente a la jornada 14 del Campeonato Nacional de Liga, que concluyó con victoria visitante por 0-1, gol de Jugović.
- 28 de abril de 1999. Partido amistoso entre el Barcelona y la selección brasileña, como parte de los actos de celebración del centenario del club.
- 6 de enero de 2021. Encuentro conmemorativo del 50 aniversario del primer partido de fútbol femenino en el Camp Nou, entre el F. C. Barcelona y el R. C. D. Espanyol.[49]

### Partidos de homenaje
- 6 de septiembre de 1969. Partido de homenaje a Ferran Olivella. Se enfrentan el F. C. Barcelona y el Palmeiras brasileño.
- 1 de septiembre de 1976. Partido de homenaje a Salvador Sadurní, Antoni Torres y Joaquim Rifé. Se enfrentan el F. C. Barcelona y el Stade de Reims francés (2-0).
- 27 de mayo de 1978. Partido de homenaje a Johan Cruyff, que abandonaba el club, y al equipo en general, que se había proclamado campeón de la Copa del Rey. Se enfrentaron el F. C. Barcelona y el Ajax de Ámsterdam, los dos equipos en los que había jugado Cruyff. Previamente se enfrentaron los equipos de veteranos del Barcelona y el Ajax.
- 24 de mayo de 1981. Partido de homenaje a Juan Manuel Asensi. Se enfrentan el F. C. Barcelona y el Puebla de México (2-1).
- 1 de septiembre de 1981. Partido de homenaje a Carles Rexach. Se enfrentan el F. C. Barcelona y la Selección Argentina (1-0).
- 11 de septiembre de 1984. Partido de homenaje a Antonio Olmo y Pedro María Artola. Se enfrentan el F. C. Barcelona y el Athletic Club (0-2).
- 9 de octubre de 1984. Partido de homenaje a Quini. Se enfrentan el F. C. Barcelona y un combinado denominado Selección de la Liga (2-0).
- 5 de septiembre de 1989. Partido de homenaje a Migueli. Se enfrentan el F. C. Barcelona y la selección búlgara.
- 10 de marzo de 1999. Partido de homenaje a Johan Cruyff. Se enfrentan el F. C. Barcelona de los años del Dream Team frente al equipo del F. C. Barcelona del año 1999.
- 29 de mayo de 2004. Partido de homenaje a Hristo Stoichkov. Se enfrentan exjugadores del F. C. Barcelona bajo el nombre Dream Team y una selección de estrellas.
- 7 de agosto de 2017. Partido de homenaje a los 71 fallecidos en el Vuelo 2933 de LaMia. Se enfrentan el F. C. Barcelona y el Chapecoense (5-0), en el Trofeo Joan Gamper

## Eventos musicales y de otros deportes

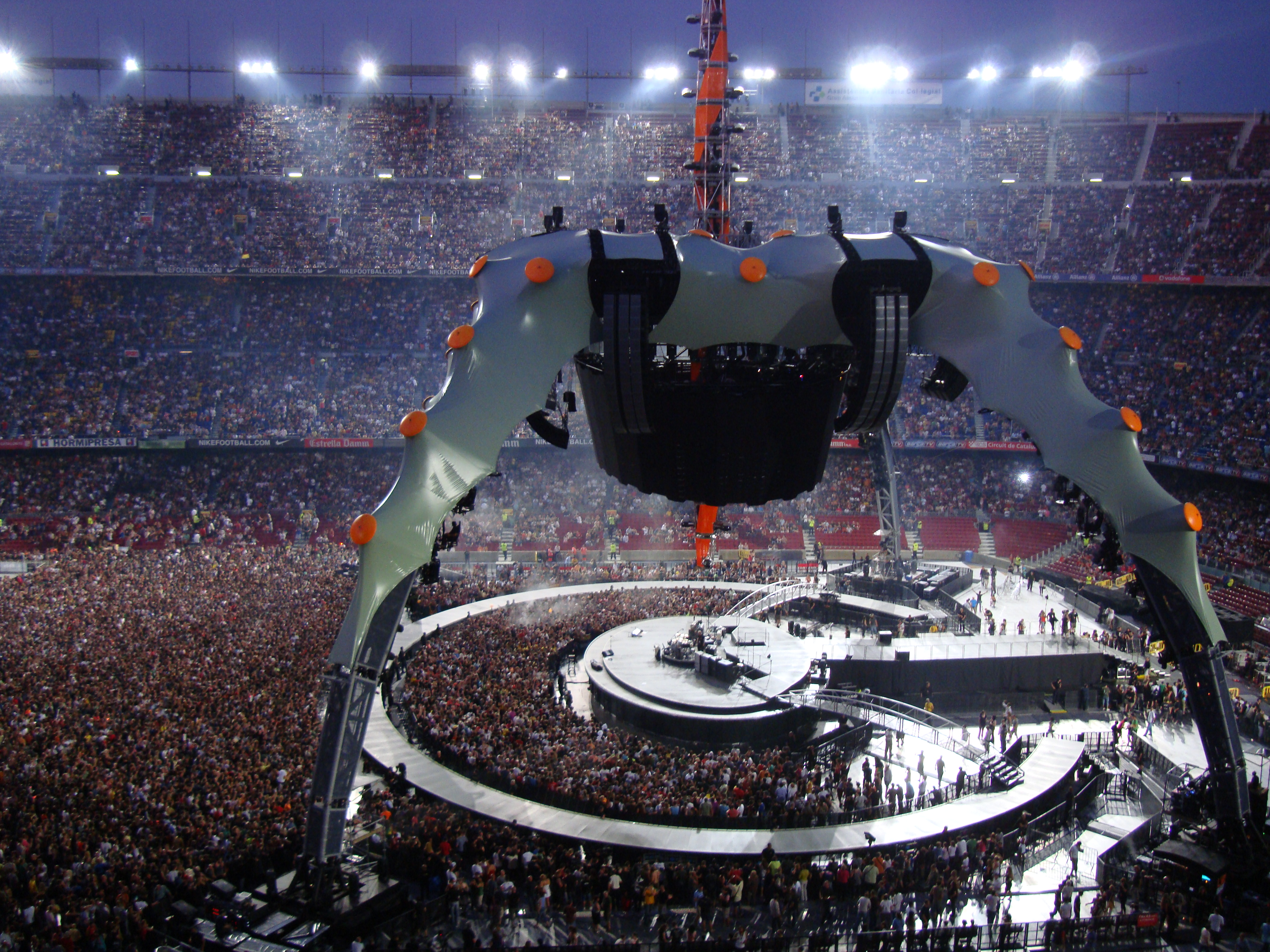
Concierto de U2 en el estadio durante 2009

Además de eventos futbolísticos, el Camp Nou ha albergado diversos eventos musicales y de otros deportes como el rugby.

### Música
- 5 de septiembre de 1983: concierto de Julio Iglesias
- 7 de julio de 1985: concierto de Lluís Llach
- 3 de agosto de 1988: concierto de Bruce Springsteen
- 9 de agosto de 1988: concierto de Michael Jackson para su gira Bad World Tour
- 8 de septiembre de 1988: concierto de Julio Iglesias
- 10 de septiembre de 1988: macroconcierto en favor de los Derechos Humanos, organizado por Amnistía Internacional, con actuaciones de Bruce Springsteen, Sting, Peter Gabriel, Youssou N'Dour, Tracy Chapman, y El Último de la Fila.
- 13 de julio de 1997: concierto de Los Tres Tenores: Josep Carreras, Plácido Domingo y Luciano Pavarotti
- 1 de octubre de 1999: concierto de Josep Carreras, en el marco de los actos del centenario del F. C. Barcelona
- 7 de agosto de 2005: concierto de U2, en el marco de su gira Vertigo Tour
- 19 de julio y 20 de julio de 2008: concierto de Bruce Springsteen
- 30 de junio y 2 de julio de 2009: concierto de U2, en el marco de su gira 360.º Tour
- 29 de junio de 2013: Concierto por la Libertad.[50]

### Rugby
El 24 de junio de 2016 el Camp Nou acogió su primer evento deportivo no futbolístico, al ser la sede de la final del Top 14 francés de rugby, que enfrentó a los clubes Toulon y Racing 92. Batió el récord mundial de asistencia de espectadores a un partido de rugby con 99 124 aficionados.

### Kings League
El domingo 26 de marzo de 2023 en el Camp Nou se disputaron los Play-off de la Kings League.

## Ubicación y acceso
El Camp Nou se sitúa al sur del extremo oeste de la avenida Diagonal, ubicado en el barrio de La Maternitat del distrito de Les Corts de Barcelona. Ocupa la manzana delimitada por la avenida Joan XXIII (norte) y las calles de La Maternitat (este), Travessera de les Corts (sur) y Aristides Maillol (oeste).
Se puede acceder al Camp Nou en transporte público, mediante metro, tranvía y autobús:
- Palau Reial, Maria Cristina y Les Corts, línea  y Collblanc, líneas  y  de Metro de Barcelona.
- Avinguda de Xile, líneas ,  y  del Trambaix.
- Camp Nou, líneas 7 33 52 54 57 59 63 67 70 78 H8 H6 D20  de TMB.